# حسن صائبی
حسن صائبی سیاست‌مدار ایرانی بود، که در دوره بیست و چهارم مجلس شورای ملی به عنوان نماینده ملایر از استان همدان در مجلس شورای ملی حضور داشت.